# 黄半仙
黄半仙是一段单口相声。讲述的是清朝道光年间一位农民老黄被村民认为会算命占卜，后凑巧入宫给皇上算卦的故事。这个相声段子以刘宝瑞先生的最为著名。

## 内容介绍
道光年间，北京郊区有一村庄。村民老黄，长的有些像蛤蟆，人送外号“黄蛤蟆”。他的妻子患关节炎，每到阴天下雨时腿疼无法下地。久而久之，老黄反倒摸出规律，如果妻子腿疼则是要下雨，下地干活前先拿好蓑衣斗笠；反之，不腿疼则不会下雨，即便阴天也不用拿雨具。村民不明就里，老黄号称自己能掐会算，能算出阴天下雨。后来又有村民因丢失东西或丈夫外出久未来信，找老黄占算。老黄通过察言观色和推理，果然算出了答案，因此被村民们称为“黄半仙”。
皇宫内，大总管太监崔英监守自盗，偷了一颗夜明珠。皇帝命九门提督寻找盗宝之人，但久未破案。有侍郎那荣推荐算卦先生诸葛周占算夜明珠下落，但此人已死。皇帝便命崔英另寻算卦之人。崔英心虚，不敢找有本事的算卦先生，恰巧来到老黄的村庄，村民介绍老黄会算命。但老黄见崔英是大官，不敢隐瞒，吐露自己并不会算卦的实情。崔英闻之大喜（找个不会算卦的人去金殿“算卦”，便不会算出是自己偷的夜明珠），带老黄进城，在客店住下。当天恰巧老黄的妻子腿疼，老黄临离开家前拿上了雨具。到晚上果然下雨，这时崔英回想起老黄拿了雨具，害怕老黄隐藏实力，便到老黄所住的客店偷听，接着又被老黄的话诈出实情，向其供出藏匿地点。
第二天崔英带老黄见驾，老黄假装掐算，找到了夜明珠。皇上大喜，想留老黄在朝为官。但老黄深知自己不会算卦，想要推辞。皇上不悦，又命老黄算了几卦，都被老黄碰巧猜到。